# Batalha de Muroyama
A Batalha de Muroyama foi uma das muitas batalhas da guerra civil japonesa do Século XII conhecida como Guerras Genpei . Em Muroyama, na Província de Harima, Minamoto no Yukiie tentava se vingar pela derrota da Batalha de Mizushima , atacando as forças do Clã Taira . Mas as forças Taira em superioridade numérica estavam divididas em cinco divisões, cada uma atacando em sucessão, o desgaste dos homens de Yukiie foi brutal. Prestes a serem cercados, os homens do Clã Minamoto foram forçados a fugir.